# Magic Mike
Série
Magic Mike XXL
(2015)
Pour plus de détails, voir Fiche technique et Distribution.
Magic Mike est une comédie dramatique américaine réalisée par Steven Soderbergh et sortie en 2012. Le film se déroule dans le milieu du striptease masculin en Floride et s'inspire de l’expérience personnelle de l’acteur Channing Tatum qui tient le rôle-titre.
Le film connait un succès critique et public et engendre deux suites : Magic Mike XXL (2015) et Magic Mike : Dernière danse (2023).

## Synopsis
Michael Lane est un stripteaseur de longue date à Tampa en Floride, connu sous le nom de « Magic Mike ». Il travaille par ailleurs comme couvreur sur divers chantiers et ambitionne de lancer son entreprises de meubles customisés premium. Sous le pseudonyme de Magic Mike, il est la tête d'affiche du club Xquisite dirigé par Dallas, aux côtés de Tito, Ken, Tarzan et « Big » Dick Richie. Sur un chantier, Mike rencontre Adam, âgé de 19 ans. Adam va par hasard découvrir les activités nocturnes de Mike. Ce dernier va le prendre sous son aile et lui apprendre les ficelles du métier de stripteaseur, durant un été de fêtes. Ce que Mike ne sait pas, c'est qu'Adam a une sœur, Brooke, qui va peut-être chambouler sa vie.

## Fiche technique
Sauf indication contraire, les informations mentionnées dans cette section peuvent être confirmées par la base de données cinématographiques IMDb,  présente dans la section « Liens externes ».
- Titre original et français : Magic Mike
- Réalisation : Steven Soderbergh
- Scénario : Reid Carolin
- Direction artistique : Stephen I. Erdberg
- Décors : Barbara Munch
- Costumes : Christopher Peterson
- Chorégraphie : Alison Faulk, assistée de Teresa Espinosa et Luke Broadlick
- Photographie : Steven Soderbergh (crédité sous le nom de Peter Andrews[1])
- Montage : Steven Soderbergh (crédité Mary Ann Bernard[1])
- Production : Reid Carolin, Gregory Jacobs, Channing Tatum et Nick Wechsler
- Sociétés de production : Nick Wechsler Productions, Iron Horse Entertainment, Extension 765 et St. Petersburg Clearwater Film Commission
- Sociétés de distribution : Warner Bros. (États-Unis), ARP Sélection (France)
- Budget : 5 millions de dollarsUS[2]
- Pays de production :  États-Unis
- Langue originale : anglais
- Format : couleur - 35 mm - 2,35:1 - son Dolby Digital, Datasat
- Genre : comédie dramatique
- Durée : 110 minutes
- Dates de sortie[3] :
  - États-Unis, Canada : 29 juin 2012
  - Belgique, France : 15 août 2012
- Classification :
  - États-Unis : R-Restricted (interdit aux moins de 17 ans non accompagnées d'un adulte)
  - France : Tout public avec avertissement lors de sa sortie en salles mais déconseillé aux moins de 12 ans à la télévision.

Source : IMDb

## Distribution
- Channing Tatum (VF : Axel Kiener ; VQ : Frédérik Zacharek) : Michael « Magic Mike » Lane
- Alex Pettyfer (VF : Jean-Christophe Dollé ; VQ : Gabriel Lessard) : Adam « le Kid »
- Matthew McConaughey (VF : Emmanuel Curtil ; VQ : Daniel Picard) : Dallas
- Joe Manganiello (VF : Rémi Bichet ; VQ : Martin Watier) : « Big » Dick Richie
- Matthew Bomer (VF : Yann Guillemot ; VQ : Philippe Martin) : Ken
- Cody Horn (VF : Julie Cavanna ; VQ : Pascale Montreuil) : Brooke
- Olivia Munn (VF : Ingrid Donnadieu ; VQ : Mélanie Laberge) : Joanna
- Kevin Nash (VF : Gilles Morvan ; VQ : Stéphane Rivard) : Tarzan
- Adam Rodriguez (VF : Xavier Thiam ; VQ : Alexandre Fortin) : Tito
- Gabriel Iglesias (VF : Benjamin Penamaria ; VQ : Manuel Tadros) : Tobias
- James Martin Kelly (VF : Patrick Raynal) : Sal
- Riley Keough : Zora
- Denise Vasi : Ruby
- Wendi McLendon-Covey : Tara
- Caitlin Gerard : Kim
- Reid Carolin (VF : Alexis Victor) : Paul
- Micaela Johnson : Portia
- Kate Easton (VF : Magali Rosenzweig) : Liz
- Michael Roark : Ryan
- Mircea Monroe : la petite amie de Ken
- Michelle Clunie : la petite amie de Dallas
- Camryn Grimes (VF : Anne Suarez) : la fille qui fête son anniversaire
- Betsy Brandt (VF : Brigitte Guedj) : la banquière

 Source et légende : version française (VF) sur RS Doublage,
 Source et légende : version québécoise (VQ) sur Doublage.qc.ca

## Production

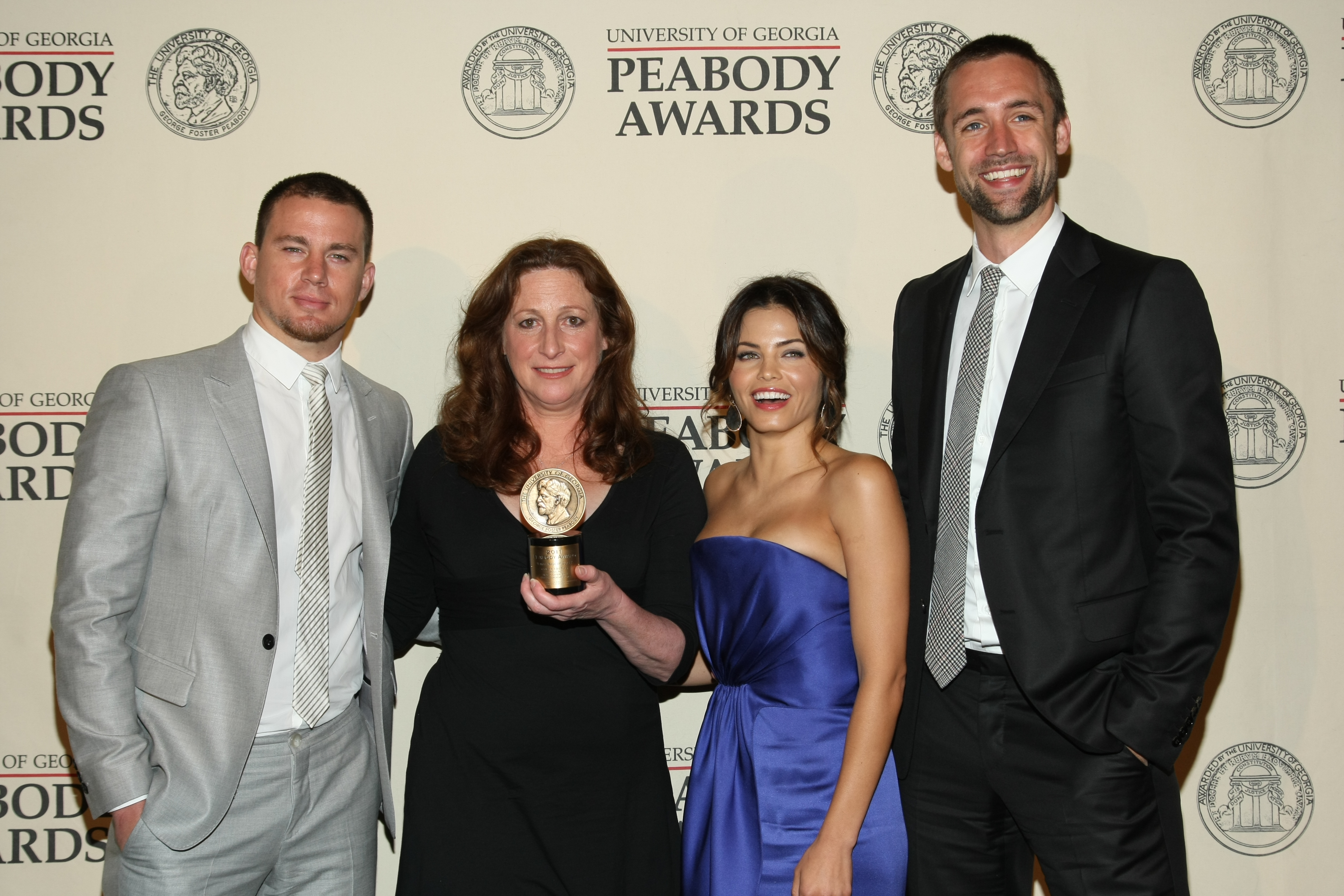
L'acteur Channing Tatum (tout à gauche) et le producteur-scénariste Reid Carolin (tout à droite)

### Genèse et développement
Le scénario est signé Reid Carolin et s'inspire en partie de la vie de Channing Tatum, lorsqu'il a pratiqué le striptease à Tampa, à l'âge de 18 ans. L'acteur a voulu faire un film pour capturer l’atmosphère et l'énergie de son passé en tant que stripteaseur, mais que l'intrigue soit une pure fiction :

« Plutôt que de recréer des épisodes que j’avais réellement vécus, j’ai voulu capturer l’atmosphère et l’énergie de cette période, retrouver ce sentiment d’être à un moment de sa vie où on tente plein de choses et où on est prêt à tout essayer. Aucun des personnages n’est inspiré par des gens que j’ai fréquentés, pas même mon propre personnage. Tout ce qui se passe est fictif et on l'a fait à dessein, car on voulait s’accorder la liberté d’inventer et de raconter la meilleure histoire possible. »

— Channing Tatum
En 2010, Channing Tatum révèle à un journal australien qu'il aimerait Nicolas Winding Refn pour le réaliser, séduit notamment par Bronson (2008). Le réalisateur danois accepte initialement le film ainsi qu'un autre projet avec Channing Tatum. Le projet tombe finalement à l'eau pour des raisons d'emploi du temps. Channing Tatum parle alors du projet au réalisateur Steven Soderbergh durant le tournage de Piégée. Ce dernier lui dit alors « Tu devrais le faire. Écris le scénario et moi je le réalise ».
Reid Carolin procède ensuite à quelques révisions du scénario,. Steven Soderbergh lui suggère d'adopter deux points de vue différents : une du point de vue d'Adam et une du point de vue de son mentor Mike.

### Attribution des rôles
Steven Soderbergh avait déjà dirigé Channing Tatum pour son précédent film, Piégée (2012). Matthew McConaughey est le premier acteur à rejoindre la distribution après Channing Tatum. L'acteur révèle que c'est le réalisateur lui-même qui l'a appelé pour lui offrir le rôle de Dallas. Après que le réalisateur lui a pitché le film par téléphone, Matthew McConaughey a beaucoup ri et a accepté après seulement 10 minutes,. Joe Manganiello accepte quant à lui le rôle de Big Dick Richie, après s'être fait convaincre par son partenaire de Ce qui vous attend si vous attendez un enfant, Chris Rock.

### Tournage
Le tournage débute en septembre 2011 à Playa del Rey dans la banlieue de Los Angeles et s'achève à Tampa en octobre. Les scènes se déroulant dans le club fictif Xquisite sont filmées à Studio City. Le tournage a ensuite lieu en Floride, notamment sur la côte de Dunedin et du golfe du Mexique, à Tampa, Ybor City, St. Petersburg, Tarpon Springs et Tierra Verde,,.
Le réalisateur Steven Soderbergh, qui officie ici également comme directeur de la photographie, a utilisé un filtre jaune paille pour « créer une image aux couleurs chaudes, jaune délavé, qui se rapproche de la lumière des rayons du soleil. On l’a utilisé partout, sauf pour les scènes à l’intérieur de L’Xquisite, où je voulais que les couleurs ressortent ».

## Bande originale
Pour la première fois de sa carrière, Steven Soderbergh ne fait pas appel à un compositeur. L'album de la bande originale contient cependant des chansons non originales présentes dans le film.
| No  | Titre                     | Interprètes         | Durée |
| --- | ------------------------- | ------------------- | ----- |
| 1.  | Breakdown                 | Alice Russell       | 3:45  |
| 2.  | It's Raining Men          | Countré Black       | 1:57  |
| 3.  | Bang Bang Boom            | The Unknown         | 1:58  |
| 4.  | Gimme What You Got        | Black Daniel        | 3:13  |
| 5.  | Just For Now              | Cloud Control       | 3:57  |
| 6.  | Money                     | Ringside (en)       | 2:54  |
| 7.  | Sassy Sexy Wiggle         | Joe Tex             | 4:02  |
| 8.  | Mo Cash!                  | Vegas Audio Ninjas  | 2:08  |
| 9.  | Wash U Clean              | Beth Thornley (en)  | 3:13  |
| 10. | Victim                    | Win Win & Blaqstarr | 3:37  |
| 11. | Ladies of Tampa           | Matthew McConaughey | 1:14  |
| 12. | Feels Like the First Time | Foreigner           | 4:20  |

## Accueil

### Critique
Sur le site Allociné, le film obtient de la part des critiques une note de 3,4⁄5, pour 16 critiques presse. Sur le site américain Metacritic, le film obtient une moyenne de 72⁄100 sur 38 critiques anglophones et que Rotten Tomatoes indique que 79 % des 179 critiques anglophones recensées sont positives pour un score moyen de 6,9⁄10.
Alain Grasset du Parisien qualifie Magic Mike d'« ode brillante au strip-tease masculin » tout en le décrivant comme « gonflé, original, sexy et surtout, divertissant. » Il ajoute aussi que le film « offre son lot de numéros, qui mettent en valeur aussi bien les talents de danseur des interprètes — le formidable Matthew McConaughey notamment — que leur plastique irréprochable. ». Cyril Falisse du Passeur critique dont la critique est publiée au Nouvel Observateur est, pour sa part, très négatif envers le film et parle même d'« arnaque ». Pour lui, l'histoire est « d'une platitude évidente » et il explique que « ce qui avait bien démarré, de manière insolente et auto-critique se transforme en morale dégoulinante ». Il se montre également critique envers le jeu d'acteurs de Channing Tatum, d'Alex Pettyfer et de Cody Horn affirmant que ça devient pire minutes après minutes.

### Box-office
Budgété à 5 millions de dollarsUS, Magic Mike est un succès financier, rapportant au total 112 858 102 de dollarsUS en date du 23 août 2012. Lors de son premier jour de sortie en Amérique du Nord, le 29 juin 2012, le film a gagné près de 19 millions de dollarsUS pour finir le week-end à la deuxième place du box-office derrière le film Ted avec 39 127 170 de dollarsUS. Au cours de ce premier week-end, le film a attiré un public féminin à 73 %, un phénomène que le président de la distribution de Warner Bros., Dan Fellman, a comparé à Sex and the City, le film qui avait également plu à beaucoup de femmes.
En France, le film est sorti le 15 août 2012 mais ne reproduit pas le même succès. Après sa première semaine de lancement, le film ne réalise que 132 498 entrées dans 367 salles et pointe à la sixième place du box-office français.

## Distinctions principales
Sauf indication contraire, les informations mentionnées dans cette section peuvent être confirmées par la base de données cinématographiques IMDb,  présente dans la section « Liens externes ».

### Récompenses
- New York Film Critics Circle Awards 2012 : meilleur acteur dans un second rôle pour Matthew McConaughey
- National Society of Film Critics Awards 2013 : meilleur acteur dans un second rôle pour Matthew McConaughey
- Village Voice Film Poll 2013 : meilleur acteur dans un second rôle pour Matthew McConaughey
- Independent Spirit Awards 2013 : meilleur acteur dans un second rôle pour Matthew McConaughey

### Nominations
- Houston Film Critics Society Awards 2013 : meilleur acteur dans un second rôle pour Matthew McConaughey

## Suites
Dans un question-réponse sur Twitter en 2012, Channing Tatum annonce qu'une suite est envisagée : « Oui oui, nous travaillons maintenant sur le concept. Nous voulons faire quelque chose de plus grand ».
Le film s'intitule Magic Mike XXL et est réalisé par Gregory Jacobs, 1er assistant-réalisateur sur Magic Mike et collaborateur régulier de Steven Soderbergh. Le tournage débute fin août 2014, pour une sortie en juillet 2015.
En novembre 2021, Channing Tatum révèle qu'un 3e film est en préparation. Écrit par Reid Carolin et réalisé par Steven Soderbergh, Magic Mike : Dernière danse sort en 2023. En juillet 2022, Steven Soderbergh révélait que d'autres films étaient en développement mais sur d'autres personnages que Mike.